# 第83回天皇杯全日本サッカー選手権大会
第83回天皇杯全日本サッカー選手権大会（だい83かい てんのうはいぜんにほんサッカーせんしゅけんたいかい）は、2003年（平成15年）11月30日から2004年（平成16年）1月1日まで開催された天皇杯全日本サッカー選手権大会である。
この大会はジュビロ磐田が前身のヤマハ発動機時代以来、21年ぶり2度目の優勝を果たした。

## 概要
- この大会では、市立船橋高校が3回戦まで勝ち進み、当時のJリーグ ディビジョン1王者である横浜F・マリノス相手にPK戦までもつれ込む大健闘を見せた（詳細後述）。
- なお、2種（全日本ユース）王者優勝者への出場権はこの大会が最後となった。

## スケジュール
| 1回戦    | 11月30日     | 都道府県代表、J2、JFL、大学、ユースチームの出場 |
| 2回戦    | 12月07日     |                                                 |
| 3回戦    | 12月14日     | J1チーム16チームの出場                          |
| 4回戦    | 12月20日     |                                                 |
| 準々決勝 | 12月23日     |                                                 |
| 準決勝   | 12月27日     |                                                 |
| 決勝     | 2004年1月1日 | 国立霞ヶ丘競技場陸上競技場                      |

## 出場チーム

### J1リーグ
| - ベガルタ仙台（10回目） - 鹿島アントラーズ（20回目） - 浦和レッズ（39回目） - ジェフユナイテッド市原（39回目） | - 柏レイソル（36回目） - FC東京（10回目） - 東京ヴェルディ1969（29回目） - 横浜F・マリノス（26回目） | - 清水エスパルス（12回目） - ジュビロ磐田（27回目） - 名古屋グランパスエイト（27回目） - 京都パープルサンガ（21回目） | - ガンバ大阪（23回目） - セレッソ大阪（35回目） - ヴィッセル神戸（17回目） - 大分トリニータ（8回目） |

### J2リーグ
| - コンサドーレ札幌（23回目） - モンテディオ山形（12回目） - 水戸ホーリーホック（8回目） | - 大宮アルディージャ（9回目） - 川崎フロンターレ（20回目） - 横浜FC（5回目） | - 湘南ベルマーレ（32回目） - ヴァンフォーレ甲府（12回目） - アルビレックス新潟（12回目） | - サンフレッチェ広島（52回目） - アビスパ福岡（12回目） - サガン鳥栖（12回目） |

### JFL
- 大塚製薬（15回目）
- Honda FC（28回目）

### 大学
- 駒澤大学（10回目）
- 阪南大学（8回目）

### 2種
- 市立船橋高校（2回目）

### 都道府県代表
| - 北海道 道都大学（5回目） - 青森県 青森山田高校（初出場） - 岩手県 盛岡ゼブラ（4回目） - 宮城県 ソニー仙台FC（7回目） - 秋田県 TDK（10回目） - 山形県 鶴岡東高校（初出場） - 福島県 ノーザンピークス郡山（初出場） - 茨城県 筑波大学（22回目） - 栃木県 栃木SC（6回目） - 群馬県 ザスパ草津（初出場） - 埼玉県 ホンダルミノッソ狭山（2回目） - 千葉県 順天堂大学（11回目） | - 東京都 佐川急便東京SC（2回目） - 神奈川県 東海大学（7回目） - 山梨県 韮崎アストロス（9回目） - 長野県 松商学園高校（初出場） - 新潟県 JAPANサッカーカレッジ（4回目） - 富山県 アローズ北陸（7回目） - 石川県 金沢SC（2回目） - 福井県 福井工業大学（2回目） - 静岡県 静岡産業大学（2回目） - 愛知県 マルヤス工業（初出場） - 三重県 松阪大学（初出場） - 岐阜県 岐阜工業高校（4回目） | - 滋賀県 野洲高校（初出場） - 京都府 立命館大学（5回目） - 大阪府 桃山学院大学（2回目） - 兵庫県 関西学院大学（18回目） - 奈良県 天理大学（4回目） - 和歌山県 紀北蹴球団（2回目） - 鳥取県 SC鳥取（6回目） - 島根県 石見FC（7回目） - 岡山県 吉備国際大学（4回目） - 広島県 サンフレッチェ広島ユース（3回目） - 山口県 山口県サッカー教員団（5回目） | - 香川県 尽誠学園高校（初出場） - 徳島県 三洋電機徳島（初出場） - 愛媛県 愛媛FC（5回目） - 高知県 高知大学（8回目） - 福岡県 福岡教育大学（2回目） - 佐賀県 九州INAX（3回目） - 長崎県 国見高校（5回目） - 熊本県 アルエット熊本（4回目） - 大分県 日本文理大学（3回目） - 宮崎県 サン宮崎FC（3回目） - 鹿児島県 ヴォルカ鹿児島（4回目） - 沖縄県 沖縄かりゆしFC（3回目） |

## 試合

### 1回戦
- 阪南大学 2 - 0 紀北蹴球団
- 市立船橋高校 1 - 0 ザスパ草津
- 金沢SC 4 - 1 山口教員団
- サンフレッチェ広島 1v - 0 関西学院大学
- 大宮アルディージャ 5 - 0 松阪大学
- 栃木SC 5 - 2 青森山田高校
- アビスパ福岡 7 - 0 東海大学
- マルヤス工業 1 - 0 吉備国際大学
- 沖縄かりゆしFC 1 - 0 サガン鳥栖
- アローズ北陸 3 - 2 道都大学
- コンサドーレ札幌 8 - 0 尽誠学園高校
- 静岡産業大学 4 - 2 野洲高校
- モンテディオ山形 4v - 3 岐阜工業高校
- 立命館大学 4 - 1 鶴岡東高校
- Honda FC 5 - 0 韮崎アストロス
- 筑波大学 5 - 0 松商学園高校

- 大塚製薬 5 - 0 石見FC
- TDK 3 - 1 アルエット熊本
- 川崎フロンターレ 2 - 0 順天堂大学
- 国見高校 4 - 0 三洋電機徳島
- 水戸ホーリーホック 1v - 0 サンフレッチェ広島ユース
- SC鳥取 1 - 0 日本文理大学
- 湘南ベルマーレ 6 - 1 天理大学
- 愛媛FC 4 - 1 JAPANサッカーカレッジ
- 横浜FC 8 - 1 ノーザンピークス郡山
- 福岡教育大学 1 - 1(PK 6-5) ソニー仙台
- ヴァンフォーレ甲府 3 - 0 福井工業大学
- 桃山学院大学 6 - 1 サン宮崎FC
- アルビレックス新潟 5- 0 ヴォルカ鹿児島
- 高知大学 3 - 1 盛岡ゼブラ
- ホンダルミノッソ狭山 1v - 0 駒澤大学
- 佐川急便東京 4 - 0 九州INAX

### 2回戦
- 市立船橋高校 1 - 0 阪南大学
- 川崎フロンターレ 7 - 1 国見高校
- Honda FC 2 - 1 筑波大学
- アビスパ福岡 3 - 0 マルヤス工業
- 横浜FC 5 - 0 福岡教育大学
- アルビレックス新潟 2 - 0 高知大学
- 大宮アルディージャ 4 - 0 栃木SC
- 湘南ベルマーレ 2v - 1 愛媛FC

- 水戸ホーリーホック 4 - 1 SC鳥取
- サンフレッチェ広島 3 - 0金沢SC
- アローズ北陸 2v - 1 沖縄かりゆしFC
- コンサドーレ札幌 3 - 2 静岡産業大学
- モンテディオ山形 6 - 1 立命館大学
- 佐川急便東京 2v - 1 ホンダルミノッソ狭山
- 大塚製薬 6 - 0 TDK
- ヴァンフォーレ甲府 2 - 1 桃山学院大学

### 3回戦
- 横浜F・マリノス 2 - 2(PK 4-1) 市立船橋高校
- ガンバ大阪 3 - 1 コンサドーレ札幌
- ジュビロ磐田 2 - 0 佐川急便東京
- 東京ヴェルディ1969 2 - 1 ヴァンフォーレ甲府
- セレッソ大阪 4 - 1 アローズ北陸
- 名古屋グランパス 1 - 0横浜FC
- 柏レイソル 1 - 0 大宮アルディージャ
- サンフレッチェ広島 2 - 0 京都パープルサンガ

- 清水エスパルス 2 - 0 水戸ホーリーホック
- 鹿島アントラーズ 3v - 2 アビスパ福岡
- 川崎フロンターレ 3 - 0 大分トリニータ
- アルビレックス新潟 2v - 1 ベガルタ仙台
- ジェフ市原 5 - 0 大塚製薬
- 湘南ベルマーレ 2v - 1 浦和レッズ
- ヴィッセル神戸 3 - 0 モンテディオ山形
- FC東京 2 - 2(PK 6 - 5)[3] Honda FC

#### 横浜F・マリノス対市立船橋高校
J1勢が登場する3回戦の中で最も注目を集めたのが、この年のJ1王者・横浜F・マリノスと高円宮杯全日本ユース(U-18)優勝で出場資格を得た市立船橋高校の対戦であった。高円宮杯王者とは言え、ユース（高校生）チームが社会人クラブ（ザスパ草津）と大学生（阪南大学）相手に勝ち抜いての3回戦進出だけでも快挙と言えた が、さすがにJ1の壁は厚いと予想され、実際試合の立ち上がりで横浜FMに2点を奪われ、一方的な展開となると思われた。
だが、横浜FMの拙攻にも助けられたものの市立船橋はさらなる失点を許さず、逆にカウンターで横浜FMゴール前まで迫るシーンを作り出した。すると69分、フリーキックを得た市立船橋はMF鈴木修人のキックを横浜FMのGK下川健一がキャッチし損なったところに詰めたDF増嶋竜也が蹴り込んで1点を返し、さらには試合終了間際、FWカレン・ロバートのドリブル突破からラストパスを受けたFW田中恒太がゴールを決め同点に追いつく。ところが後半終了間際、市立船橋のDF増嶋がこの日2枚目のイエローカードを受け退場処分となった。
試合は延長戦に突入するが、1人少なくなった市立船橋はVゴール方式の延長戦でも必死のディフェンスで横浜FMの得点を許さず、ついにPK戦にまで持ち込む。PK戦では2本を止められた市立船橋に対し、4人がきっちり決めた横浜FMが勝ち進んだものの、J1のチャンピオンチームを後1歩まで追い込んだ市立船橋の選手達は大いに称賛された。なお、この時出場した市立船橋高校のメンバーのうち、7人までが後にJリーガーとなっている。
この試合は当時NHK BS1で生中継されたほか、J SPORTSが2020年に放送したリバイバル番組『天皇杯 JFA 全日本選手権クラシックス』の第1回放送で取り上げ、この試合に出場した波戸康広とカレン・ロバートが解説を行って放送された。
| 2003年12月14日 13:04 |

| 横浜F・マリノス               | 2 - 2 (延長) | 市立船橋高校                  |
| 安永聡太郎 4分 · 河合竜二 6分 |              | 増嶋竜也 69分 · 田中恒太 84分 |

| 三ツ沢公園球技場 観客数: 7,887人 主審: 北村央春 |

|                                     |       | PK戦                       |  |
| 那須大亮 ドゥトラ 河合竜二 佐藤一樹 | 4 – 1 | 鈴木修人 中村健太 渡辺広大 |  |

| 市立船橋高校 |                  |                               |       |
| GK           | 佐藤優也         |                               |       |
| DF           | 石井秀典         |                               |       |
| DF           | 増嶋竜也         | Yellow card · Yellow-red card |       |
| DF           | 渡辺広大         | 警告                          |       |
| DF           | 中村健太         | 警告                          |       |
| MF           | 鈴木修人         |                               |       |
| MF           | 根本茂洋         |                               |       |
| MF           | 米田拓巨         |                               | 39分  |
| FW           | 高橋昌大         | 警告                          | 75分  |
| FW           | カレン・ロバート | 警告                          | 101分 |
| FW           | 田中恒太         |                               |       |
| サブメンバー |                  |                               |       |
| DF           | 寺田雅俊         |                               | 39分  |
| FW           | 壽透             |                               | 75分  |
| FW           | 榎本健太郎       |                               | 101分 |
|              |                  |                               |       |
| 監督         |                  |                               |       |
| 石渡靖之     |                  |                               |       |

### 4回戦
| 2003年12月20日 |

| 鹿島アントラーズ                    | 3 - 2 | 柏レイソル                    |
| 深井正樹 57分, 88分 · 中島裕希 89分 |       | 渡辺光輝 10分 · 玉田圭司 40分 |

| 県立カシマサッカースタジアム |

| 2003年12月20日 |

| 横浜F・マリノス               | 2 - 1 | サンフレッチェ広島 |
| 久保竜彦 34分 · 清水範久 85分 |       | 服部公太 88分      |

| 長崎県立総合運動公園陸上競技場 |

| 2003年12月20日 |

| ジェフ市原                                                     | 5 - 0 | 川崎フロンターレ |
| サンドロ 6分 · 村井慎二 8分 (63) · 林丈統 66分 · 坂本将貴 89分 |       |                  |

| 熊本県民総合運動公園陸上競技場 |

| 2003年12月20日 |

| ジュビロ磐田                         | 4 - 0 | アルビレックス新潟 |
| グラウ 8分 (22) · 川口信男 52分 (70) |       |                    |

| ヤマハスタジアム |

| 2003年12月20日 |

| セレッソ大阪                         | 3 - 2 (延長) | ガンバ大阪                    |
| バロン 67分, 74分 · 大久保嘉人 105分 |              | 新井場徹 36分 · 吉原宏太 39分 |

| 愛媛県総合運動公園陸上競技場 |

| 2003年12月20日 |

| 清水エスパルス                | 2 - 1 | 湘南ベルマーレ |
| トゥット 29分 · 森岡隆三 89分 |       | 柿本倫明       |

| 鳥取バードスタジアム |

| 2003年12月20日 |

| ヴィッセル神戸                                 | 2 - 2 (延長) | FC東京                                   |
| 朴康造 42分 · 小島宏美 64分                    |              | 阿部吉朗 71分, 89分                      |
|                                                | PK戦         |                                          |
| 播戸竜二 シジクレイ 土屋征夫 北本久仁衛 菅原智 | 5 - 4        | アマラオ ケリー 阿部吉朗 金沢浄 ジャーン |

| 香川県立丸亀競技場 |

| 2003年12月20日 |

| 東京ヴェルディ1969 | 1 - 0 | 名古屋グランパス |
| 桜井直人 89分      |       |                  |

| 岐阜メモリアルセンター長良川競技場 |

### 準々決勝
| 2003年12月23日 |

| 鹿島アントラーズ                                   | 4 - 1 | 横浜F・マリノス |
| 本山雅志 5分 · 青木剛 26分 · 小笠原満男 29分, 71分 |       | ドゥトラ 66分   |

| 国立霞ヶ丘競技場陸上競技場 |

| 2003年12月23日 |

| 清水エスパルス | 1 - 0 (延長) | ジェフ市原 |
| 平松康平 99分  |              |            |

| 仙台スタジアム |

| 2003年12月23日 |

| セレッソ大阪                      | 3 - 2 | ヴィッセル神戸                 |
| 森島寛晃 79分 · バロン 84分, 87分 |       | 三浦知良 7分 · シジクレイ 11分 |

| 神戸総合運動公園ユニバー記念競技場 |

| 2003年12月23日 |

| ジュビロ磐田                    | 3 - 0 | 東京ヴェルディ1969 |
| 名波浩 40分 · グラウ 71分, 89分 |       |                    |

| 岡山県総合グラウンド陸上競技場 |

### 準決勝
| 2003年12月27日 13:06 |

| ジュビロ磐田                                   | 4 - 2 | 清水エスパルス    |
| グラウ 7分 · 成岡翔 11分, 58分 · 前田遼一 43分 |       | 安貞桓 21分, 32分 |

| 埼玉スタジアム2002 観客数: 11,233人 主審: 岡田正義 |

| 2003年12月27日 15:04 |

| セレッソ大阪         | 2 - 1 (延長) | 鹿島アントラーズ |
| 大久保嘉人 8分 114分 |              | 野沢拓也 84分    |

| 長居陸上競技場 観客数: 12,203人 主審: 柏原丈二 |

### 決勝
元日の決勝に勝ち残ったのは、この当時「常勝軍団」といわれながら唯一天皇杯を手にすることの出来なかったジュビロ磐田と、ここまで2度の延長Vゴール勝ちと勢いに乗り2年前の雪辱に燃えるセレッソ大阪の2チーム。大阪からはバス26台、磐田からもバス20台を連ね両チームのサポーターが国立に乗り込むなど、首都圏のチームが勝ち上がらなかったにもかかわらず5万を超える観衆が詰めかけた。
試合は、序盤C大阪がバランスをとりながら前線から激しくプレスをかけ、バロン・大久保嘉人・森島寛晃の「1トップ2シャドウ」がゴールを伺う一方、磐田も両サイドの西紀寛・成岡翔がゴール前に切り込む動きを見せるが、どちらも決定機を作れずに両チーム無得点で前半を終える。
後半開始前、C大阪監督の塚田雄二は攻撃の起点となっていたMF酒本憲幸を下げ、FW徳重隆明を投入する。塚田は試合後にこの交代の意図を「（酒本の）個人技で崩して抜いていく部分もあったんですが、あそこのところを（徳重へのパスによる）スピードで抜きたいという部分があった」と語っていたが、これが逆に中盤のバランスを崩すこととなり、磐田にセカンドボールを奪われる場面が目立つようになる。これを見た磐田監督の柳下正明は後半22分に切り札であるFW中山雅史を投入。この采配が当たり、後半26分、最終ラインからのロングボールを受けて右サイドでボールキープに入った中山が中央に走りこんだFW前田遼一にパス、前田はダイレクトでFWロドリーゴ・グラウに流すと、グラウは個人技でC大阪のDF柳本啓成を交わしてシュート、これが決まって磐田に待望の先制点が入った。
磐田は後半35分にグラウが2枚目のイエローカードで退場となり1人少なくなるも、その後のC大阪の猛攻をしのぎきり、ヤマハ時代以来21年ぶり2度目、Jリーグ発足後では初の天皇杯獲得を果たした。
| 2004年1月1日 14:00 |

| ジュビロ磐田 | 1 - 0 | セレッソ大阪 |
| グラウ 71分  |       |              |

| 国立霞ヶ丘陸上競技場 観客数: 51,167人 主審: 吉田寿光 |

- この節の出典
  - 元川悦子「【天皇杯決勝 C大阪vs磐田戦レポート】ジュビロ磐田の勝ち運を手繰り寄せた中山」 - J's GOAL2004年1月2日配信記事
  - 江藤高志「【天皇杯決勝 C大阪vs磐田戦レポート】勝敗を分けた経験の蓄積」 - J's GOAL2004年1月2日配信記事